# Anton Maria Piola

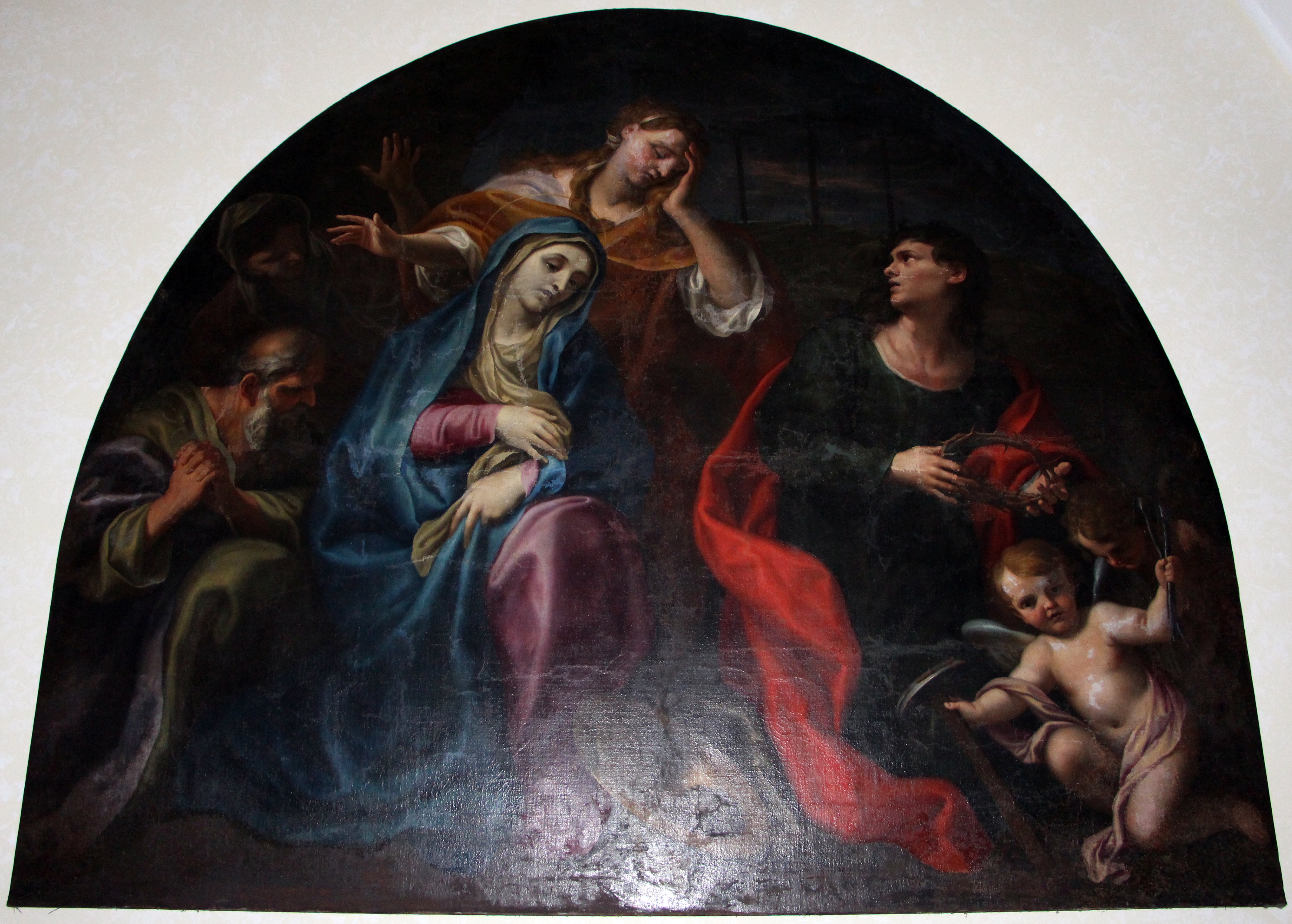
"Madonna con gli Evangelisti, la Maddalena e i simboli della Passione" - Museo dei Cappuccini, Genova.

Anton Maria Piola (Genova, 1654 – 1715) è stato un pittore italiano.

## Biografia
Figlio del pittore Domenico Piola e Maddalena Varzi o Varsi, ebbe otto fratelli, tra cui i pittori Paolo Gerolamo, Giovanni Battista e Margherita (sposa di Gregorio De Ferrari). Inoltre ebbe numerosi artisti tra i suoi parenti e antenati, tra cui i pittori Pellegro Piola e Giovanni Andrea Piola.
Allievo del padre, del quale imitò lo stile, lo seguì insieme al fratello Paolo Gerolamo a Milano.
Attivo tra Liguria e Piemonte, Anton Maria, oltre ad avere una stretta collaborazione con il padre, fu apprezzato copista, tanto che le sue copie di opere del Van Dyck ebbero un notevole successo commerciale e secondo quanto affermato dallo storico Raffaele Soprani di una qualità tale che "sol si venne in cognizione che eran copie per confessione dell'onorata Persona che lo vende".
Lasciò il mestiere anzitempo, rinunciandovi per questioni amorose.

## Opere
- I santi Caterina da Siena, Rosa da Lima, Vincenzo Ferrer, Tommaso d'Aquino, Pietro da Verona, Domenico e Gerolamo in adorazione del Santissimo Sacramento, olio su tela, 262x186, Galleria Sabauda, Torino[5]
- Matrimonio mistico di Santa Caterina d'Alessandria, olio su tela, pinacoteca dell'Accademia Albertina, Torino[6]
- Madonna con gli Evangelisti, la Maddalena e i simboli della Passione, olio su tela, Museo dei Cappuccini, Genova